# Motorveje i Sverige
Dette er en liste over motorveje i Sverige. Motortrafikvejene, som kompletter de vigtigste motorvejsstrækninger, findes også på listen.

## Motorvejsstrækninger i Sverige
- E4 Helsingborg – Ljungby – Jönköping – Linköping – Norrköping – Stockholm – Uppsala – Gävle (Lexe)
  - Gävle (Lexe) – Axmartavlan er en mødefri motortrafikvej (2+1)
  - Söderhamn – Hudiksvall er en mødefri motortrafikvej (2+2)
  - Njurunda - Sundsvall – Bergeforsen
  - Piteå – Norrfjärden
- E6 Maglarp – Malmö – Halmstad – Göteborg – Uddevalla – Svinesund – (Norge)
- E18 Segmon – Ed
  - Karlstad – Skattkärr
  - Lekhyttan – Järva krog
  - Bergshamra – Rosenkälla
  - Rosenkälla – Söderhall er en mødefri motortrafikvej (2+1)
  - Söderhall – Norrtälje
- E20 (Danmark) – Øresundsbroen – Malmö – Halmstad – Göteborg
  - Göteborg – Tollered
  - Ingared – Alingsås
  - Lundsbrunn – Holmestad
  - Vretstorp – Arboga
  - Eskilstuna – Stockholm
- E22 Maglarp – Malmö – Lund – Fogdarp
  - Hörby – Fjälkinge
  - Gualöv – Mörrum
  - Nättraby – Karlskrona
  - Kørsel forbi Kalmar
- E45 Udgør sammen med E18 afsnittet Segmon – Ed
- E65 Malmö – Tittente
- 11 Malmö Bulltofta – Trafikplats Sunnanå
- 28 Karlskrona Österleden
- 25 og 30 Öjaby – Växjö centrum
- 34 Linköping Trafikplats Tift (E4 Linköping västra) – Vallarondellen "Malmslättsleden"
- 35 Linköping Trafikplats Staby (E4 Linköping östra) – Mörtlösarondellen
- 40 Göteborg – Borås – Rångedala
- 44 Herrestad (bydel i Uddevalla hvor den nye E6 tilsluttes) – Uddevallas östra stadsdelar (gamla E6)
  - Uddevallas østlige bydele – Båberg (Vänersborg) Disse to motorvejsstrækninger skilles ad på en kort strækning, som er mødefri motortrafikvej
- 49 Skara – Axvall
- 50 Udgør sammen med E20 afsnittet Brändåsen (Hallsberg) – Norrplan (Örebro)
- 53 Oxelösund – Nyköping
- 73 Stockholm (Gubbängen) – Gryt
- 75 Stockholm Södra Länken
- 80 Gävle – Sandviken
- 222 Henriksdal – Graninge
- 226 Årsta – Östberga
- 229 Skarpnäck – Bollmora
- 260 Älta – Skrubba Hele strækningen på nær 500 meter deles med länsväg 229.
- 265 Norrortsleden E4 – Sollentuna – Täby kyrkby
- 273 Arlandaleden E4 – Stockholm-Arlanda Airport
- Uden skiltede numre
  - Tycho Hedéns väg, sydlige afkørsel i Uppsala, tilslutter til E4
  - Ängelholmsleden (E4.23), nordlige afkørsel i Helsingborg
  - Inre Ringvägen i Malmö (kommunal), f.d. E6/E20
  - Afkørslen på Autostradan mod Lund i Malmö (hedder egentlig Stockholmsvägen eller E22.10).
  - Del av Västkustvägen i Arlöv, tilslutter til E6/E20
  - Afkørslen på motorvejen mod Trelleborg i Malmö (del af Trelleborgsvägen)
  - Brantingsmotet – Ringömotet i Göteborg, hedder E6.21, men skiltes dog 155.
  - Saltsjöbadsleden i Nacka (kommunal). Hed tidligere länsväg 228.
  - Södra Infartsleden i Örebro (E20.05), som forbinder E18/E20 med byens centrale dele.